# Ruddigore

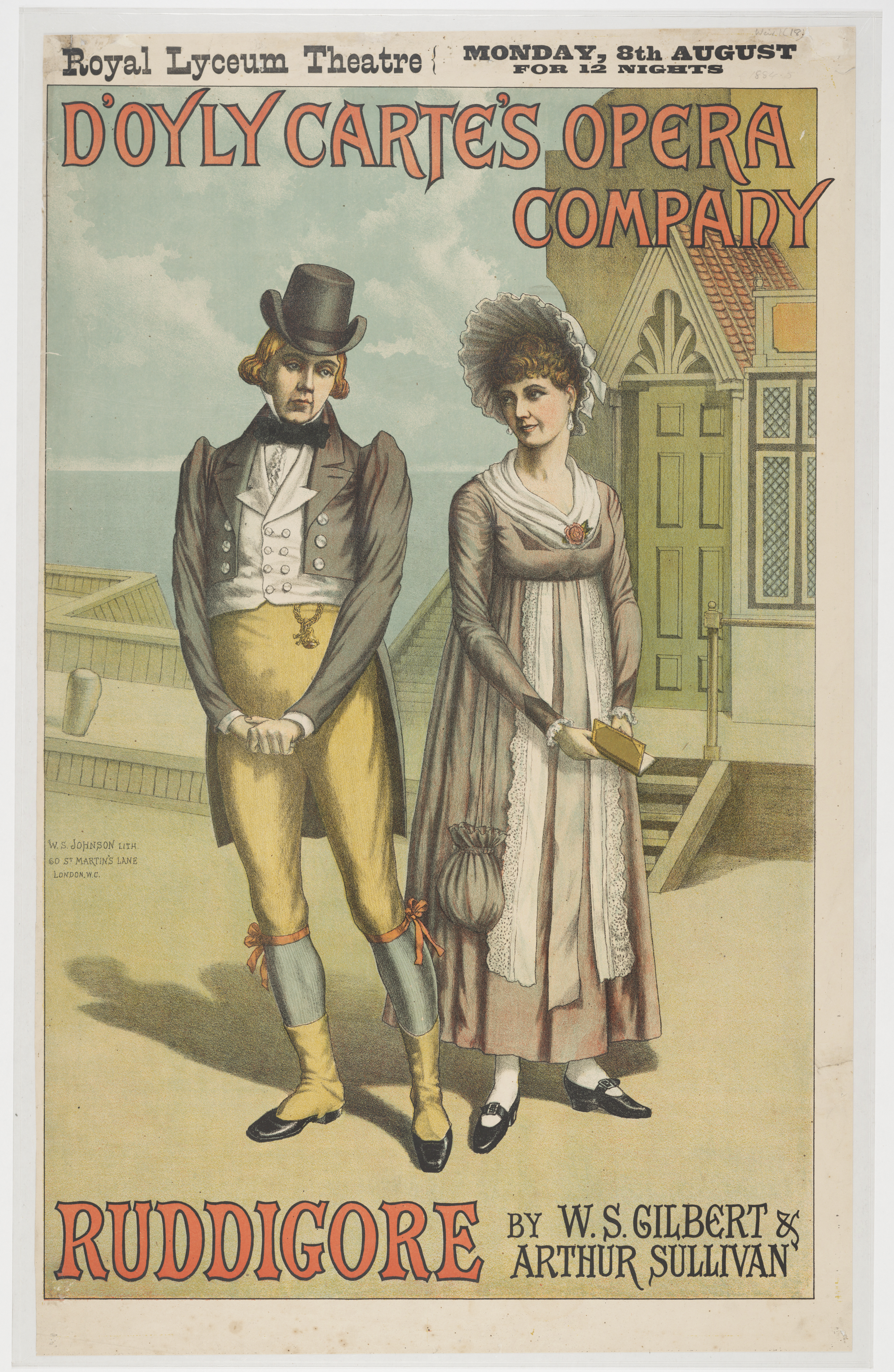
Cartel de una representación de Ruddigore en 1887.

Ruddigore; o, La Maldición de la Bruja, originalmente llamado Ruddygore, es una ópera cómica en dos actos, con música de Arthur Sullivan y libreto de W. S. Gilbert. Es una de las óperas de Savoy y la décima de las catorce óperas escritas junto con Gilbert y Sullivan. Fue estrenada por la D'Oyly Carte Opera Company en el Teatro Savoy en Londres el 22 de enero de 1887.
La primera noche no fue considerada un éxito, como los críticos y el público decían que Ruddygore (como originalmente fue escrito) no está la altura a su predecesor, El Mikado. Después de algunos cambios, entre ellos modificar el título, logró una racha de 288 presentaciones. La pieza fue rentable, y las críticas no fueron de todo malas. Por ejemplo, la Illustrated London News elogió el trabajo de Gilbert y especialmente, el de Sullivan: "Sir Arthur Sullivan eminentemente logró un balance en la expresión de refinado sentimentalismo y humor cómico. En lo primero, el encanto de la elegante melodía prevalece; Mientras, que en lo segundo, la música de las situaciones más grotescas es seguida de diversión."
Hubo más cambios y cortes, entre ellos una obertura nueva, cuando Rupert d ' Oyly Carte revivió Ruddigore después de la Primera Guerra Mundial. Aunque nunca hubo una gran un de dinero, permaneció en el repertorio hasta la empresa cerró en 1982. Una centenaria versión en el Sadler's Wells en Londres había restaurado la ópera casi a su estado original del estreno de su primera noche. En 2000, Oxford University Press publicó una edición académica de la música y el libreto, editado por el erudito de Sullivan, David Russell Hulme. Esto restaura el trabajo en lo posible al Estado en el que sus autores la dejaron e incluye una introducción importante que explica muchos de los cambios, con apéndices que contienen la música eliminada a principios de la ejecución. Después de la expiración del derecho de autor sobre obras de Gilbert y Sullivan en 1961 y especialmente la de la producción y música de Sadler Wells, varios directores han experimentado con restaurar parte o todo el material cortado en lugar de la versión de d ' Oyly Carte de la década de 1920.

## Antecedentes
Después de la puesta de El Mikado en 1885, Gilbert, como de costumbre, rápidamente volcó sus pensamientos en encontrar un tema para una próxima ópera. Algunos de los elementos de la trama de Ruddigore habían sido usados por Gilbert en su ópera de un acto anterior, Ages Ago (1869), incluyendo la historia del antepasado malvado y el uso del retrato como medio para aparecer en la época actual. La opera de Heinrich Marschner de 1828,  Der Vampyr, menciona el hecho de que Lord Ruthven debe secuestrar y sacrificar tres doncellas o morirá. Los lugareños afirman que los antepasados de Murgatroyd en  Ruddigore se basan en la familia Murgatroyd de East Riddlesden Hall, West Yorkshire.
Según sus biógrafos Dark y Gray, Gilbert utilizó también para el guion algunos de sus versos anteriores de las Bab Ballads. La canción "Conozco a un joven que ama un poco a una sirvienta" se remonta a una de las baladas, "La pareja modesta", en la que los extremadamente tímidos y correctos Pedro y Sarah son novios pero reacios a tomarse de las manos o sentarse juntos. El Acto II del Sir Roderic "Canción Fantasmal" tenía su precursor en uno de los versos de Gilbert publicados en la Revista Fun:
Fair phantom, come I/ The moon's awake.

The owl hoots gaily from its brake,

The blithesome bat's a-wing.

Come, soar to yonder silent clouds,

The other teems with peopled shrouds:

We’ll fly the lightsome spectre crowds,

Thou cloudy, clammy thing!

Hermoso fantasma, venga ! La luna se levanta
El búho grazna alegremente en su maleza,
El feliz murciélago vuela de buena gana.
Venga, nos cerneremos por arriba, en los nubes silenciosas; 
El cielo esta plagado de seres enmortajados,
Planearemos sobre la multitud de ligeros spectros, 
Mi cosita querida, nubosa y pegante !

La opera también incluye y parodia elementos de melodramas populares en el Adelphi Theatre. Hay una sencilla pero cortes y amanerada heroína virtuosa, un villano que se lleva a la doncella, un héroe disfrazado y su fiel sirviente anciano, siempre soñando con sus días de Gloria, el marinero traicionero que afirma estar siguiendo su corazón, la niña salvaje y loca, el pavoneo sobre patriotismo, fantasmas que vuelven a la vida para hacer cumplir una maldición, y cosas por el estilo.
Pero Gilbert, en su uso habitual de giros de historia, voltea los absolutos morales del melodrama boca abajo: el héroe se convierte en malo, el villano se convierte en bueno y la doncella virtuosa cambia de prometido con el movimiento de un sombrero. Los fantasmas vuelven a la vida, frustrando la maldición, y todo termina felizmente.
Sullivan se retrasó en ponerle música a Ruddigore durante el año de 1886. Había realizado la pesada tarea de montar y componer una cantata, La leyenda dorada, para el Festival Trienal de música de Leeds en octubre de 1886. También él estuvo buscando a Fanny Ronalds en numerosas eventos sociales. Afortunadamente, El Mikado todavía se representaba con regular éxito, y Sullivan convenció a Gilbert en retrasar la producción Ruddigore. Pusieron manos a la obra a principios de noviembre, sin embargo, los ensayos comenzaron en diciembre. Durante la escena del fantasma en el acto II, era para el elenco ver la batuta de Sullivan cuando el escenario era oscurecido para la escena de la reencarnación de los antepasados. Se encontró una solución tecnológica: Sullivan utiliza una batuta de vidrio que contiene un alambre de platino que era brillaba de un tono rojo pálido.
La ópera se encontró con críticas de la audiencia en su estreno el 22 de enero de 1887, y un crítico se pregunta si el libreto mostraron "signos de la pérdida de los poderes del autor". Después de una temporada más corta que cualquiera de las óperas anteriores de Gilbert y Sullivan estrenada en el Savoy, con excepción de Princesa Ida, Ruddigore cerro en noviembre de 1887, para dar paso a una reposición de  H.M.S. Pinafore. Para permitir la reanudación de la puestas anteriores y en vistas de tener al Savoy disponible, las dos últimas presentaciones de Ruddigore se dieron en el Crystal Palace, los días 8 y 9 de noviembre de 1887. No fue puesta de nuevo en escena mientras el compositor o autor aún estaban con vida.

## Personajes
Mortales
- Sir Ruthven Murgatroyd Disfrazado como Robin Oakapple, un Joven Granjero (barítono cómico)
- Richard Dauntless Su Hermano Adoptivo– Un hombre de armas-tomar (tenor)
- Sir Despard Murgatroyd de Ruddigore, Un Malvado Baron (Bajo-barítono o barítono)
- Old Adam Goodheart El Fiel Sirviente de Robin (bajo)
- Rose Maybud Una Doncella de la Villa (soprano)
- La Loca Margaret (mezzo-soprano)
- Dama Hannah La tía de Rose (contralto)
- Zorah Dama de Honor Profesional (soprano)
- Ruth Dama de Honor Profesional  (Narración/coro)

Fantasmas
- Sir Rupert Murgatroyd El Primer Baron[14]
- Sir Jasper Murgatroyd El Tercer Barón
- Sir Lionel Murgatroyd El Sexto Barón
- Sir Conrad Murgatroyd El Duodécimo Barón
- Sir Desmond Murgatroyd El Decimosexto Barón
- Sir Gilbert Murgatroyd El Decimoctavo Barón
- Sir Mervyn Murgatroyd El Vigésimo Barón
- Sir Roderic Murgatroyd El Vigesimoprimer Barón  (Bajo-barítono)

- Coro de Oficiales, Ancestros, Casamenteras Profesionales y Pobladores de la Villa

## Sinopsis

### Acto I
En la ciudad de Rederring, en Cornwall, un coro de damas de honor profesionales se quejan que no ha habido bodas durante los últimos seis meses. Todos los hombres jóvenes elegibles están esperanzados en comprometerse con Rose Maybud, la doncella más bonita en el pueblo, pero son demasiado tímidos para acercársele. Las damas de honor, desesperadas, acuden a pedir ayuda a la tía de Rose, Dama Hannah, para saber si ella consideraría la posibilidad de casarse, pero ella ha prometido permanecer eternamente sola. Hace muchos años, ella había sido prometida a "Joven Agradable" que se convirtió en Sir Roderic Murgatroyd, uno de los malignos barónes de Ruddigore. Solo el día de su boda se descubrió su verdadera identidad.
Dama Hannah cuenta a las damas de honor sobre la maldición de los Ruddigore. Hace siglos, Sir Rupert Murgatroyd, el primer Barón de Ruddigore, habría cazado Brujas. Una de sus víctimas, había sido quemada en la hoguera, y maldijo a todos futuros barones de Ruddigore de que debían de cometer un crimen cada día, o perecerian en una agonía indescriptible. Todo Barón de Ruddigore desde entonces había caído bajo la influencia de la maldición y muerto en agonía, ya que lo preferían a vivir llevando una vida de crimen.
El viejo Adam, el fiel sirviente de Robin, llega y este lo previene de que nunca le revele que es, en realidad, Sir Ruthven (pronunciado "Rivven") Murgatroyd, pero que huyó de sus casa veinte años antes para evitar heredar el baronato de Ruddigore y por consiguiente su maldición. Ahora Richard Dauntless, de hermano adoptivo de Robin, llega después de diez años en el mar. Robin le dice que tiene miedo a declarar su amor a Rose, y Richard ofrece a hablar con ella en su nombre. Cuando Richard ve Rosa, sin embargo, se enamora de ella y se le propone inmediatamente. Después de consultar su libro de etiqueta, Rose acepta. Cuando Robin descubre lo que ha ocurrido, señala los muchos defectos de su hermano adoptivo a través de una serie de cumplidos de doble sentido. Al darse cuenta de su error, Rose rompe su compromiso con Richard y acepta a Robin.
Margaret la loca aparece. Ella fue llevada a la locura por su amor por Sir Despard, el "Barón Maligno". Ella está buscando celosamente a Rose Maybud, después de haber oído que Sir Despard pretende llevarse a Rose como uno de sus "crímenes" diarios. Rose le dice, sin embargo, que ella no tiene nada que temer, como ella está comprometido con otro. Se van justo a tiempo para evitar la llegada de Sir Despard, que reflexiona que aunque él debe cometer un crimen atroz cada día, el resto del día lo dedica a hacer buenas obras. Luego procede a asustar a las chicas de la aldea y los muchachos que han venido a cortejar a las chicas de la aldea. Despard explica que él es el Barón solo a causa de la muerte de su hermano mayor, Ruthven. Richard se acerca a él y con un pobre pretexto de haber hecho un examen de conciencia, revela que Robin Oakapple es su largamnete perdido hermano Despard Ruthven, disfrazado. El eufórico Despard declara que él es "libre al fin".
El pueblo se reúne para celebrar nupcias de Rose y Robin. Sir Despard interrumpe, revelando que Robin es su hermano mayor y debe asumir su título legítimo como el Maligno Barón. Rose, horrorizada de la verdadera identidad de Robin, decide casarse con Despard – quien la rechaza: ahora libre de la maldición, el ex-Barón toma a su viejo amor y novia Margaret la loca, que se queda estática. Rose luego acepta a Richard, porque él "es el único que queda". Robin decide asumir la identidad que le corresponde como Sir Ruthven Murgatroyd.

### Acto II
En el castillo de Ruddigore, Robin (ahora Sir Ruthven) intenta lograr a ser un Barón Maligno, una tarea en la que falla espectacularmente. Su sirviente leal, el viejo Adam, le sugiere varios crímenes especialmente perversos, pero Robin prefiere realizar actos menores que no son criminales, sino "simplemente groseros". Richard y Rose entran pedirle su consentimiento para su matrimonio, que él les da a regañadientes.
Los Crímenes simplones de Robin agitan a los fantasmas de sus ancestros en su guarida habitual en la Galería de retratos del castillo. La maldición involucra que debe de cometerse un delito cada día, o de otro modo, sus antepasados les torturaran hasta la muerte si no lo cumplen. Lo interrogan sobre el cumplimiento de este requisito a Robin. No están complacidos al saber de los crímenes que el Barón recién reconocido, que van desde el ridículo (olvidar la razón de su ida al pueblo) al extremo (imponer un impuesto alto) para regresar con las manos vacías, Los fantasmas le dicen, "Todo el mundo espera eso. Eso se espera de usted.") El tío de Robin, Sir Roderic Murgatroyd finalmente, le ordena que "Secuestre a una dama" ese día o perecerá en una agonía horrible. Después de que los fantasmas le dan una muestra de las agonías enfrentaría, Robin a regañadientes. Le dice a Adam para ir a la aldea y secuestrara a una dama: "Cualquier dama!"
Mientras tanto, Adam ha cumplido con las órdenes de Robin, pero lamentablemente ha optado por secuestrar a Dama Hannah. Ella demuestra una voluntad formidable, y Robin clama por la protección de su tío. Sir Roderic convenientemente aparece, reconoce a su antiguo amor y, encolerizado de que su prometida haya sido secuestrada, reprende a Robin. Al ser dejados solos, él y Dame Hannah disfrutan de una breve reunión. Robin los interrumpe, acompañado por Rose, Richard y las damas de honor. Argumenta que, debido a la maldición, un Barón de Ruddigore puede morir solo por negarse a cometer un delito diario, y que el negarse es "casi" como realizar un acto de suicidio, y que el suicidio es, en sí mismo, un crimen. Por lo tanto, razona él, sus predecesores " nunca debieron haber muerto del todo."* Roderic sigue esta lógica y está de acuerdo, afirmando que entonces está "prácticamente" vivo.
Ahora que Robin es libre de la maldición, Rose nuevamente rechaza a Richard y felizmente reanuda su compromiso con Robin. Roderic y Dame Hannah se unen en un abrazo, mientras que Richard se compromete con la primera dama de honor, Zorah.
- Nota: En el final original, todos los fantasmas volvían a la vida al final. En el final revisado y sustituido por Gilbert después del estreno, solo Sir Roderic vuelve a la vida.

## Números Musicales
- Obertura Original (Arreglos de Hamilton Clarke[15] Incluye "I once was as meek", "Oh, why am I moody and sad", "Welcome, gentry", "The battle's roar is over", y "When a man has been a naughty Baronet"

- Obertura Revisada (Arreglos de Geoffrey Toye, 1920; incluye "I once was as meek"When the night wind howls", "I know a youth", "My eyes are fully open", "I shipped, d'ye see" y Hornpipe.

- 1. "Fair is Rose" (Coro de Damas de Honor)[16]
- 2. "Sir Rupert Murgatroyd" (Hannah y el Choro)
- 3. "If somebody there chanced to be" (Rose)
- 4. "I know a youth" (Rose y Robin)
- 5. "From the briny sea" (Coro de Damas de Honor)
- 6. "I shipp'd, d'ye see, in a revenue sloop" (Richard y el Coro)
- 6a. Hornpipe
- 7. "My boy, you may take it from me" (Robin y Richard)
- 8. "The battle's roar is over" (Rose y Richard)
- 9. "If well his suit has sped" (Coro de Damas de Honor)
- 10. "In sailing o'er life's ocean wide" (Rose, Richard y Robin)
- 11. "Cheerily carols the lark" (Margaret)
- 12. "Welcome, gentry" (Doble Coro)
- 13. "Oh, why am I moody and sad?" (Sir Despard y el Coro)
- 14. "You understand? I think I do" (Richard y Sir Despard)
- 15. Finale Act I
  - "Hail the bride of seventeen summers" (Ensemble)
  - Madrigal, "When the buds are blossoming" (Ensemble)
  - "When I'm a bad Bart, I will tell taradiddles!" (Robin y el coro)
  - "Oh, happy the lily" (Ensemble)

Act II
- 16. "I once was as meek" (Sir Ruthven y Adam)
- 17. "Happily coupled are we" (Rose y Richard)
- 18. "In bygone days" (Rose y el Coro de Damas de Honor)
- 19. "Painted emblems of a race" (Sir Ruthven, Sir Roderic, y el Coro de Ancestros)
- 20. "When the night wind howls" (Sir Roderic y el Coro)
- 21. "He yields, he yields" (Coro)
- 21a. (original) "Away, remorse!"... "For thirty-five years I've been sober and wary" (Robin)
- 21a. (replaced) "Away, remorse!"... "Henceforth all the crimes" (Robin) (La canción original fue remplazada una semana después del estreno original. Para la historia de este número, ver Versiones.)
- 22. "I once was a very abandoned person" (Margaret y Despard)
- 23. "My eyes are fully open" (Margaret, Sir Ruthven y Despard)
- 24. "Melodrame"
- 25. "There grew a little flower" (Hannah con Sir Roderic)
- 26. Finale Act II (Ensemble)
  - "When a man has been a naughty baronet"
  - For happy the lily" (reprise) (Ensemble) (ver Versiones).

"My eyes are fully open" (con algunos cambio) fue usada en la producción de Papp de The Pirates of Penzance. La tonada de la canción también se usó en "The Speed Test" en el musical del 2002, Thoroughly Modern Millie.

## Premier y recepción
La primera noche no fue tan exitosa como los otros estrenos de la Opera de Saboy debido a la controversia sobre el título y la resucitación de los fantasmas, y reservas sobre la trama y la música. De acuerdo con el  St. James's Gazette : "El primer acto fue bien recibido por el público. Número tras número fue rabiosamente celebrado y cada frase graciosa de diálogo fue recibida con un grito de júbilo agradecido."
El intermedio fue largo (una hora y media) dado que la Galería de imágenes requería elaborados preparativos para configurarla, pero D'Oyly Carte había anticipado esto y había impreso boletines de disculpa que fueron distribuidos. Un conato de bullicio empezó cuando Lord Randolph Churchill fue descubierto en la multitud, pero un fuerte grito de "Nada de política!" trajo una relativa calma
El segundo acto, sin embargo, terminó mal. El 23 de enero de 1887, bajo el título "Su Primer Gran Fracaso; La primera Opera de Gilbert y Sullivan no es un éxito ", The New York Times reportó, " Cuando el telón finalmente cayó, lo primero que se escuchó en el Teatro Savoy fue un siseo. La audiencia incluso expreso sus sentimientos en palabras y hubo gritos y alaridos como estos: 'Tiren esa podredumbre!' 'Traigan El Mikado!'" El Periódico agrega, "(El) nombre es decididamente perjudicial."
La presentación se vio obstaculizada por la interpretación de una noche de Leonora Braham como Rose Maybud y por el nerviosismo usual de la presentación de la primera noche de George Grossmith, quien una semana después caería peligrosamente enfermo y tuvo que ser sustituido por su suplente, Henry Lytton, por casi tres semanas. Sullivan señaló en su diario, "La producción de Ruddigore (sic) en el Savoy. Muy entusiasta hasta los últimos 20 minutos, luego la audiencia mostró insatisfacción."

### Recepción de la crítica
El día del estreno,  The New York Times, cuyo corresponsal asistió al ensayo general el día antes, previno que "la música no está a la altura de los estándares de Sir Arthur Sullivan. En su conjunto es en gran medida muy común... El diálogo de Gilbert en el primer acto es divertido aquí y allá, pero en el segundo es lento y tedioso."
La prensa había estado de acuerdo con el público de Saboya que el segundo acto del estreno era inferior al primero. The Times opinó que "La diversión que corre en el primer acto se queda completamente seca en el segundo, que es largo y tedioso y termina con un anti-climax de inanidad". The Times elogió el libreto y la música del primer acto ("todo brilla con los destellos de ingenio de Mr. Gilbert y las graciosas melodías de Sir Arthur Sullivan... uno se encuentra agobiado al tratar de seleccione una cita todas las humorísticas riquezas.") pero califican la partitura, en su conjunto, "de un justo punto medio, no siendo igual a The Sorcerer pero sin duda superior a La Princesa Ida."
La revista Punch también pensaba que el segundo acto era débil: "la idea del burlesque es graciosa para empezar, pero no para continuar con ella". La Pall Mall Gazette pensaba en el libreto "como ingenioso y extravagantes como cualquiera de la serie" aunque "la segunda mitad del último acto se arrastra un poco."  The New York Times informó, "el segundo (acto) cayó al piso desde el principio y fue un fracaso triste y aburrido". Según el  St. James's Gazette , "poco a poco se acaba el entusiasmo y el interés en la historia comenzó a perderse, hasta que por fin la trama estaba a un as de colapsar por completo."
The Era comento, que "el libreto en su conjunto es muy débil y vagamente construido."
La revista Fun se preguntó, "¿Será posible tener una puesta aburrida del humorista más inteligente y original del momento? Caramba! Así es". Según el Pall Mall Budget, "los actores parecían estar nervioso desde el principio. Miss Braham olvidó sus líneas y no tenía voz. El Sr. (George) Grossmith estaba en la misma situación".
 The Times también había criticado a Braham, afirmando que "actuó muy encantadoramente, pero persistentemente cantó fuera de tono". También fue criticado el escenario:  The Times dijo, "la escena del fantasma... al principio te da muchas esperanzas sobre lo que vendrá, pero después de esperar mucho, te das cuenta de que el asunto termina muy simple."
The Era pensaba que la actuación de Sullivan estaba "lejos de ser fresca y espontánea como es su costumbre".
No todos los periódicos dieron críticas negativas. The Sunday Express—no el actual Sunday Express– tituló su crítica "Otro éxito brillante." The Sunday Times declaró que la obra fue "recibida con manifestaciones de alegría por un distinguido y representativa audiencia." The Observer también elogió la pieza, aunque sugiriendo que "le falta algo de la brillantez sostenida" por  The Mikado.  The Daily News  aplaudió la innovación de Sullivan (quien dirigió, como de costumbre, en la primera noche), de llevar a cabo la conducción con una batuta con una pequeña luz incandescente.
El Erudito Reginald Allen sugirió que las críticas en los periódicos del domingo puedan haber sido mejores que los otros porque sus críticos, enfrentando plazos (el estreno fue en la noche del sábado y terminó tarde debido al largo intervalo), podrían no haberse quedado hasta el final. Fun, habiendo menospreciado el libreto, dijo de la música, "Sir Arthur ha superado a sí mismo". The Pall Mall Gazette elogió las "encantadoras melodías, frescas y deliciosas como nunca"; The Daily News escribió que "el señor Gilbert conserva en toda su plenitud su facilidad única para la sátira humorística y caprichosa " y elogió a Sullivan como un "Genio Melódico que nunca falla". Lloyd's Weekly Newspaper dijo, "Sir Arthur Sullivan debe ser felicitado.

### Posteriores reseñas y recepción
Posteriores revisiones, escritas después de que Gilbert y Sullivan habían renombrado el show y realizado otros cambios, fueron generalmente más favorables. Una semana después del estreno, el Illustrated London News alabó el trabajo, los actores, a Gilbert y especialmente, a Sullivan: "Sir Arthur Sullivan eminentemente logró desarrollarse en la expresión del sentimiento refinado y humor cómico. En cuanto a lo anterior, prevalece el encanto de la graciosa melodía; Mientras, en el segundo, la música de las situaciones más grotescas es seguida de diversión".
El 1 de febrero de 1887, The Theatre escribió, "No puede haber ninguna duda de que por la admirable producción de los Sres. Gilbert y Sullivan, la última obra del Saboy se ha anotado otro de esos éxitos brillantes y remunerativos que por su esfuerzo, inteligencia y buen gusto repetidamente han conseguido – y merecen." Una semana después, The Academy reconoció que Ruddygore (como seguían llamándola en la reseña) probablemente no era tan buena como Patience o El Mikado, ni tan "fresca" como H.M.S. Pinafore, pero "Es mejor que... Princess Ida, Los Piratas y Iolanthe". The Musical Times llamó a la obra "uno de los ejemplos más brillantes que el arte asociado de los Sres. Gilbert y Sullivan ha traído a la existencia," y dijo que Sullivan había "escrito algunas de sus melodías más frescas y más agradables"." Sin embargo, en opinión de The Manchester Guardian, reseñando el estreno en Mánchester de marzo de 1887, "La debilidad de su idea central ha llevado al señor Gilbert a la extravagancia sin ingenio y parodia sin sentido"
El 5 de febrero de 1887, The New York Times informó el cambio de nombre a Ruddigore. "Como consecuencia de las críticas sobre la pieza, el segundo acto se ha modificado. Las imágenes, con la excepción de uno, ya no bajan de sus marcos. Las casas están empaquetadas, como siempre están en Londres, pero la opinión es universal que la cosa será un fracaso peor en las provincias y América que Iolanthe."
En una carta de cableada a The New York Times e impresa en febrero 18, Richard D'Oyly Carte, negó que la pieza fuera un fracaso, afirmando que los ingresos de taquilla eran más abundantes que las que El Mikado había recaudado en el mismo periodo de tiempo, a pesar de la ausencia del convaleciente Grossmith, quien por entonces se encontraba recuperándose. Reconoció que había habido "siseos aislados" en la primera noche porque algunos miembros del público no les gustó la reaparición de los fantasmas o una referencia a la "Corte Suprema" (de acuerdo con D' Oyly Carte, mal entendida como "Ser Supremo"), pero afirmaron que ambas objeciones se habían resuelto con la eliminación del material ofensivo y que la reacción de la audiencia se había vuelto entusiasta. Agregó que "el teatro es abarrotado cada noche."
Las producciones norteamericanas se encontraron con un éxito mixto. La demanda de entradas para la primera noche fue tan grande que la administración del Fifth Avenue Theatre las vendió en subasta pública. Una audiencia "grande y brillante" se reunió para el estreno en Nueva York el 21 de febrero de 1887. "Después de la primera mitad del primer acto, hubo una disminución palpable del interés por parte de la audiencia, y hay que reconocer que hubo momentos en el transcurso de la tarde cuando la gente estaba aburrida". Mientras que el crítico tuvo elogios para muchos de los miembros del reparto y sintió que mejoraría la producción una vez que el elenco estuviera más familiarizado con el trabajo, el crítico concluyó que "Gilbert y Sullivan han fracasado."
Por otro lado, la Gira Americana, que había comenzando en Filadelfia seis días más tarde, se encontró con una reacción mucho más favorable de la audiencia. "Que la ópera es un gran éxito aquí y que sea otro "Mikado" e lo que a popularidad se refiere, allí no cabe duda.... El veredicto general es que Sullivan nunca compuso música más brillante, mientras que la gran sátira y humor acre de Gilbert es ( sic) como brillante como siempre" Durante el verano de 1886, Braham se casó secretamente con J. Duncan Young, anteriormente un tenor principal con la empresa. A principios de 1887, poco tiempo en la escenificación de  Ruddigore, Braham informó a Carte que estaba embarazada de su segundo hijo, una niña, que nació el 6 de mayo. Geraldine Ulmar, la Rosa en el elenco de Nueva York, fue convocado a Londres para asumir el papel.
Gilbert coloco a Ruddigore junto a The Yeomen of the Guard y Utopia Limited como sus tres operas de Savoy favoritas. Evaluaciones posteriores han encontrado mucho mérito en la pieza. Después de la reposición por la Compañía de ópera D'Oyly Carte en 1920, la obra permaneció en su repertorio regular y generalmente se le ha dado un lugar en la rotación regular de otras compañías de repertorio de Gilbert y Sullivan. En 1920, en una revaluación de la pieza, Samuel Langford escribió en The Manchester Guardian que "la horripilante cepa es el elemento real Gilbert" pero "la ópera tiene abundante encanto entre sus cualidades más imponente". En 1934 Hesketh Pearson coloco el libreto entre los mejores de Gilbert. En una reseña de 1937, The Manchester Guardian declaró,
Es incomprensible como  Ruddigore fue considerada la menos atractiva que las otras óperas cómicas de la Serie de Savoy. El libreto nos da un Gilbert en su máximo, y en la música que oímos a un Sullivan no sólo en su sentido más entonado, sino también como un maestro de los ritmos más sutiles que comanda en otros lugares. Por otra parte, la parodia es una que todos puedan disfrutar plenamente, pues aquí la sátira no apunta a una camarilla, ni a este o aquel movimiento estético, sino a los absurdos de una tradición melodramática que es casi tan antiguo como la propia escenificacion.
En 1984, Arthur Jacobs calificó a Ruddigore "Uno de los más débiles de los libretos de Gilbert, se puede ver (especialmente después de la frescura de la inventiva en El Mikado) que se ha cepillado las ideas.... La trama es supuestamente un burlesque de lo que fue melodrama 'trasladado'.... Pero ese tipo de melodrama no sobrevive lo suficiente para hacerse divertido. Así mismo, el Weekly Dispatch dijo: 'Si no se extingue el trabajo teatral del tipo caricaturizado en Ruddygore o La Maldición de la bruja, será relegado a regiones no frecuentadas por los mecenas del teatro del Señor D'Oyly Carte'."
Sin embargo, el show ha encontrado su camino en la cultura popular de varias maneras. Al menos tres historias de asesinatos misteriosos se cometen durante el Show. Asesinato y Sullivan por Sarah Hoskinson Frommer, involucra una producción de Ruddigore; Ruddy Gore por Kerry Greenwood refiere a asesinatos cometidos durante un reposición de la obra de la década de 1920. El fantasma de High Noon por John Dickson Carr cita la canción del mismo nombre de Ruddigore. En "Círculo vicioso", una historia en Yo, robot, de Isaac Asimov, un robot, en un estado similar a la borrachera, canta fragmentos de "Allí creció una pequeña flor" de Ruddigore. En el audio de Doctor Who de la Big Terminar Productions, Doctor Who and the Pirates, canciones de Ruddigore y otros espectáculos de G&S, son parodiadas. En el caso legal de Banks v. District of Columbia Dep’t of Consumer & Regulatory Affairs, 634 A.2d 433, 441 fn. 1 (D.C. 1993), el juez cita la frase de Robin de "Soplar su propia trompeta".

## Análisis de la Música y el Texto

### Contenido Musical
El erudito Sullivan Gervase Hughes calificó la canción de Sir Roderic "Cuando el viento de la noche aúlla" como "indudablemente la mejor pieza musical descriptiva que nunca escribió Sullivan, digno de un lugar al lado del Erlkönig de Schubert, la overtura de El Holandés Volador de Wagner, y también sobre la Danza Macabra de Saint-Saëns', los cuales son pinturas de tono de un color similar. Aunque la partitura vocal no da una sugerencia de la brillantez perturbadora de la orquestación, muestra los puntos de apoyo donde la música su camino hasta el impacto demoledor de la entrada del coro fortissimo en una cadencia interrumpida. Las progresiones que siguen parecen ser inusuales, pero si las estudiamos cuidadosamente somos conscientes de que aquí Sullivan no conduce su camino en territorio desconocido. Más bien podemos encontrar en estos compases una apoteosis de su recurso armónico madurado."

## Versiones

### Cambios durante la puesta inicial
Tras la recepción desfavorable que la ópera recibió en la noche inaugural, Gilbert y Sullivan hicieron numerosos recortes significativos y alteraciones: Sullivan escribió en su diario:
- [23 de enero de 1887]: Gilbert y Carte vinieron. Pow-wow. Muchos cambios y cortes se decidieron.
- [24 de enero de 1887]: Alteraciones hechas al final del [2.º acto]: los fantasmas no vuelven a la vida.
- [25 de enero de 1887]: Largo ensayo de recortes y cambios (sin banda).
- [30 de enero de 1887] Se escribió y anotó nueva canción (segundo acto) para Grossmith.
- [31 de enero de 1887]: Ocupado todo el día. Fui al consulado estadounidense para firmar acuerdo para "Ruddygore" Americano. Terminado de nuevo final.

Gilbert y Sullivan hicieron los cambios siguientes:
- El título Inicial, Ruddygore, fue cambiado debido a reclamos que "ruddy" era demasiado similar a la palabra tabú, usada entonces como maldición, "bloody", por lo que se hizo el mínimo cambio a Ruddigore.[52] La respuesta de Gilbert para los que decían que significa lo mismo fue: "No del todo, porque eso significaría que si digo que admiraba su rudo (ruddy) semblante, es casi como si quisiera decir que me ha gustado sus sangrientas mejillas."[53]

- "I once was as meek" (n.º 16) originalmente tenía dos versos. En el segundo verso cortado, el siervo de Robin dice que él ha cambiado su nombre de Adam Goodheart a Gideon Crawle ya que él es ahora un "Mayordomo del mal." El Viejo Adam, a continuación, se le llama como "Gideon Crawle" o "Gideon" para el resto del acto II. Tras el corte, permaneció como el Viejo Adam viejo en todo, excepto para una sola referencia errónea ("¡Gideon Crawle, esto no puede ser!") que persiste en muchos libretos hasta bien entrado el siglo XX.

- "In bygone days" (n.º 18) fue cortado de dos versos a uno.

- "Painted emblems of a race" (n.º 19) originalmente tenían dos pasajes adicionales, incluyendo una Marcha de los Fantasmas después de que descienden de sus marcos, que fueron cortados. (Esta alteración podría haber ocurrido antes del estreno[54]). También se redujo el diálogo entre Robin y los fantasmas.

- La canción después de la recitación "Away, remorse!" (n.º 21a) se cambió de "Por Treinta y cinco años he estado sobrio y cauteloso" a "En lo sucesivo todos los crímenes que encuentro en los tiempos ". La reescritura de la canción se debió a una carta de Gilbert, de fecha 25 de enero: "No puedo dejar de pensar que el segundo acto sería mucho mejor si la recitación antes de canción de Grossmith se omite y la canción establece un aire en el que su canto permita reconocer su desesperación.– casi en una pasión, el torrente de que lo llevaría fuera del escenario al final. Después de una largo y solemne escena de fantasmas, supongo que una lacrimógena canción esta bastante fuera de lugar".[55]

- El encuentro de Despard y Margaret (n.º 22) en el lugar de trabajo de ellas se cambió de "Una Escuela Dominical" a "Una Escuela Nacional."

- El diálogo de la escena entre Robin, Despard y Margaret antes del trío (n.º 23) se acortó.

- La escena del diálogo antes de "There grew a little flower" (N.º 25) se redujo considerablemente; la primera versión exploraba la idea que si Sir Roderic y Dame Hannah se casaran, su marido sería un fantasma, y por lo tanto, sería esposa y viuda al mismo tiempo (este concepto fue reciclada para The Grand Duke). Roderic originalmente entraba por una puerta oculta en el piso, donde rojas llamas podían verse salir alrededor de él. Se cambió por una entrada en el marco de una imagen.

- Fue descartada la segunda revivificación de los fantasmas, y sólo Roderic era revivido. Algo poco plausible es que el "coro de Bucks y Blades" del acto I debió estar presentes en el castillo al final del acto II, para proporcionar un coro de cuatro para el final

- El final fue revisado y ampliado, terminando con una reformulación de tiempo común de "Oh happy the lily", en lugar de una repetición del anterior.[54]

La partitura original vocal, publicada en marzo de 1887, fue la de esta versión revisada del texto musical.
Una grabación de 1987 por the New Sadler's Wells Opera, donde Russell Hulme fue asesor, restauró la mayoría del material que ha sobrevivido desde la versión de la primera noche, incluyendo "For thirty-five years I've been sober and wary", así como la música adicional de la escena de los fantasmas. La grabación y la producción se basan en una versión inédita de la edición del 2000 de la Oxford University Press, en el que la música de estos pasajes se publicó por primera vez.

### Representaciones en la década de 1920
Ruddigore no fue representada profesionalmente durante la vida de los autores. Cuando recibió su primera reposición profesional fue en diciembre de 1920 en Glasgow - y luego en Londres, en octubre de 1921- la compañía D'Oyly Carte realizó una serie de cambios. Es imposible precisar la responsabilidad de los cambios, o decir precisamente cuando ocurrieron. Dos grabaciones de la época, en 1924 y 1931, no está de acuerdo sobre un texto musical, lo que sugiere que los cambios no hicieron al mismo tiempo. En la edición del Oxford University Press, el editor David Russell Hulme atribuye los cambios principalmente a Harry Norris, director musical en el momento de la reposición de Glasgow. Sin duda se hicieron otros cambios por Geoffrey Toye, y posiblemente por Malcolm Sargent, pero es incapaz de decir con seguridad que director fue el responsable de que cambios, excepto que Toye, sin duda, compuso la nueva obertura.
Los cambios más visibles que se convirtió en tradicionales fueron los siguientes:
- Geoffrey Toye, el director musical de D'Oyly Carte para la primera reposición en Londres, suministra una obertura nueva.
- La interpretación del aria del Acto I de Dame Hannah "Sir Rupert Murgatroyd" (n.º 2) y la Canción de Rose "If somebody there chanced to be" (n.º 3) fueron acortadas.
- La canción de Robin en el Act I "My boy, you may take it from me" (n.º 7) le fue acortada la introducción, y la repetición con Richard fue borrada.
- El dueto de Richard y Rose del Acto "The battle's roar is over" (n.º 8) fue cortada.
- Algunos cortes se realizaron al final del Acto I (n.º 15) para acortar las transiciones entre las secciones.
- Los redobles de tambor y otros efectos orquestales fueron agregados a la escena del fantasma del acto II (Nos. 19–20)
- La Canción de Robin del Acto II "Away, remorse"... "Henceforth all the crimes" (n.º 21a) fue cortado.
- El "Melodrame" (n.º 24) fue cortado.
- El final del Acto II fue remplazado. El final compuesto y revisado por Sullivan consistió de "When a man has been a naughty baronet," además de una repetición modificada de "Oh, happy the lily" en un tiempo de 4/4. La sustitución (irónicamente bastante más cercana del original desechado de Sullivan) fue una repetición "Oh, happy the lily" en la forma que se había adoptado en el final del Acto I final, en un tiempo de 9/8.

La puntuación estándar vocal de Chappell fue revisada en la década de 1920 para reflejar esta nueva tradición, incluyendo la obertura Toye, la eliminación de la canción del acto II de Robin, el final revisado y numerosos otros cambios. Sin embargo, la Melodrame y "The battle's roar is over" volvió a imprimirse. La partitura vocal de G. Schirmer fue publicada en Estados Unidos de acuerdo con la puntuación revisada de Chappell, excepto que también incluyó la recitación y la canción patter del acto II de Robin "Henceforth all the crimes", la Melodrame y las dos versiones del final del acto II.
Hasta la edición de la Oxford University Press publicada en el 2000, las piezas orquestales disponibles reflejan muchas de las alteraciones de D'Oyly Carte, aunque las canciones cortadas tradicionalmente se ponían a disposición de quienes las quisiera. La edición de Oxford ha acarreado un creciente interés en la ópera de Gilbert y Sullivan escribieron y también ha hecho más fácil restaurar pasajes eliminados de la ópera. Debido a las muchas diferentes ediciones disponibles y compleja historia textual de la obra, no existe una versión estándar de Ruddigore.
Comparando las dos oberturas existentes, Gervase Hughes escribió:

Sería complicado localizar al autor de la obertura original de Ruddigore, que es una "selección" cruda apenas redimida por su fogoso final. La cadencia final es de ninguna manera típica de Sullivan. Esta Obertura de "doble coro"... se toma completamente de la ópera: un movimiento insatisfactorio porque vicia su efecto en el lugar adecuado. Tampoco es particularmente hábil la orquestación del paso.... Cuando Ruddigore fue repuesta después de treinta y cuatro años este revoltijo fue encontrado inadecuado... y una obertura nueva (que se ha utilizado desde entonces) fue escrita por Geoffrey Toye. Ningún precedente fue seguido y no hay nada Sullivanesco sobre él excepto las melodías reales; la acción se desarrolla de una manera que sugiere un salón embrujado en lugar de una galería embrujada.

## Producciones
En contraste con su predecesor, El Mikado, Ruddigore tuvo una vida relativamente corta de 288 representaciones originalmente. La gira provincial fue muy breve, cerrando a principios de junio de 1887. Una producción en Nueva York con el personal de D'Oyly Carte se representó en 53 ocasiones. La ópera no fue repuesta durante las vidas de Gilbert y Sullivan. Seis retratos de los antepasados que aparecieron en el Acto II de la producción original de Londres han sobrevivido y están en exhibición en el Normansfield Hospital Entertainment Hall, Londres suroeste.
La primera reposición fue en diciembre de 1920 en Glasgow, y el primer de Londres fue al año siguiente. La ópera fue cortada y fuertemente revisada, incluyendo una obertura nueva y un nuevo final del segundo acto. La reposición fue un éxito, y desde ese momento, Ruddigore fue un elemento permanente en el repertorio de D'Oyly Carte. Fue incluido en cada temporada hasta el invierno de 1940/41, cuando la escenografía y el vestuario (junto con los de otras tres óperas) fueron destruido en el ataque enemigo.
En Australia, ninguna producción autorizada de Ruddigore fue vista hasta el 23 de junio de 1927, en el Teatro Royal, Adelaida, producido por la empresa J. C. Williamson. Una nueva producción de D'Oyly Carte debutó el 1 de noviembre de 1948. De ahí en más, fue interpretado en cada temporada en 1976-77, aparte de la de 1963 (una temporada que incluyó una larga gira de ultramar). En la década de 1970, la empresa comenzó a tocar un repertorio reducido. Ruddigore fue incluido en la gira de 1976-77, luego durante cinco meses en 1979; y por último en 1981-82.
En 1987, la New Sadler's Wells Opera produjo Ruddigore mediante una nueva edición del texto que restauró muchos de los pasajes que habían cortado producciones previas.
Entre las recientes producciones profesionales, tanto del Opera North de Gran Bretaña y el New York Gilbert and Sullivan Players, realizaron montajes aceptables en 2010.
La siguiente tabla muestra la historia de las producciones de D'Oyly Carte en vida de Gilbert:
| Teatro                                | Fecha de estreno      | Fecha de Clausura      | Representaciones. | Detalles                         |
| ------------------------------------- | --------------------- | ---------------------- | ----------------- | -------------------------------- |
| Teatro Savoy                          | 22 de enero de 1887   | 5 de noviembre de 1887 | 288               | Primera presentación en London.  |
| Teatro de la Quinta Avenida, New York | 21 de febrero de 1887 | 9 de abril de 1887     | 53                | Producción Americana Autorizada. |

## Reparto Histórico
Las siguientes tablas muestran los repartos de las principales producciones originales y el repertorio de gira en varias ocasiones a través de cierre de 1982 de la D'Oyly Carte Opera Company:
| Personaje         | Teatro Savoy 1887  | Quinta Avenida 1887 | D'Oyly Carte Gira de 1920 | D'Oyly Carte Gira de 1930 | D'Oyly Carte Gira de 1939 |
| ----------------- | ------------------ | ------------------- | ------------------------- | ------------------------- | ------------------------- |
| Robin Oakapple    | George Grossmith   | George Thorne       | Henry Lytton              | Henry Lytton              | Martyn Green              |
| Richard Dauntless | Durward Lely       | Courtice Pounds     | Derek Oldham              | Charles Goulding          | John Dean                 |
| Sir Despard       | Rutland Barrington | Fred Billington     | Leo Sheffield             | Sydney Granville          | Sydney Granville          |
| Old Adam          | Rudolph Lewis      | Leo Kloss           | Douglas Kirke             | Leo Kloss                 | L. Radley Flynn           |
| Sir Roderic       | Richard Temple     | Frederick Federici  | Darrell Fancourt          | Darrell Fancourt          | Darrell Fancourt          |
| Rose Maybud       | Leonora Braham     | Geraldine Ulmar     | Sylvia Cecil              | Sylvia Cecil              | Margery Abbott            |
| Mad Margaret      | Jessie Bond        | Kate Forster        | Catherine Ferguson        | Nellie Briercliffe        | Marjorie Eyre             |
| Dame Hannah       | Rosina Brandram    | Elsie Cameron       | Bertha Lewis              | Bertha Lewis              | Evelyn Gardiner           |
| Zorah             | Josephine Findlay  | Aida Jenoure        | Marion Brignal            | Sybil Gordon              | Marjorie Flinn            |
| Ruth              | Miss Lindsay       | Miss Murray         | Mary Athol                | Murielle Barron           | Maysie Dean               |

| Personaje         | D'Oyly Carte Gira de 1948 | D'Oyly Carte Gira de 1958 | D'Oyly Carte Gira de 1966 | D'Oyly Carte Gira de 1975 | D'Oyly Carte Gira de 1982 |
| ----------------- | ------------------------- | ------------------------- | ------------------------- | ------------------------- | ------------------------- |
| Robin Oakapple    | Martyn Green              | Peter Pratt               | John Reed                 | John Reed                 | Peter Lyon                |
| Richard Dauntless | Leonard Osborn            | Leonard Osborn            | David Palmer              | Meston Reid               | Meston Reid               |
| Sir Despard       | Richard Watson            | Kenneth Sandford          | Kenneth Sandford          | Kenneth Sandford          | Kenneth Sandford          |
| Old Adam          | L. Radley Flynn           | John Banks                | George Cook               | Jon Ellison               | Michael Buchan            |
| Sir Roderic       | Darrell Fancourt          | Donald Adams              | Donald Adams              | John Ayldon               | John Ayldon               |
| Rose Maybud       | Margaret Mitchell         | Jean Barrington           | Ann Hood                  | Julia Goss                | Jill Washington           |
| Mad Margaret      | Pauline Howard            | Joyce Wright              | Peggy Ann Jones           | Judi Merri                | Lorraine Daniels          |
| Dame Hannah       | Ella Halman               | Ann Drummond-Grant        | Christene Palmer          | Lyndsie Holland           | Patricia Leonard          |
| Zorah             | Muriel Harding            | Mary Sansom               | Jennifer Marks            | Anne Egglestone           | Jane Stanford             |
| Ruth              | Joyce Wright              | Beryl Dixon               | Pauline Wales             | Marjorie Williams         | Helene Witcombe           |

## Grabaciones
Las cuatro grabaciones realizadas por la D'Oyly Carte Opera Company (1924, 1931, 1950, 1962) reflejan de forma substancial los cortes y alteraciones de 1920, aunque difieren en algunos detalles. Ninguna de estas cuatro grabaciones incluye la recitación del Acto II de Robin y la canción patter. No hay ninguna grabación comercial de Ruddigore como Gilbert y Sullivan la crearon, pero la grabación de 1987 de Wells de New Sadler presenta la ópera en gran medida como puede han sonado en su primera noche.
Los jueces de la discografía de Gilbert y Sullivan coinciden que la mejor grabación comercial es disco de New Sadler's Wells y que, de los de la compañía de ópera D'Oyly Carte, las mejores son las grabaciones de 1924 y 1962. También afirman que el vídeo de Brent Walker de Ruddigore es uno de los movimientos más fuertes en esa serie. El International Gilbert and Sullivan Festival también ofrece varias grabaciones en vídeo de la ópera, incluyendo su excelente grabación de la puesta profesional del 2004 de la G & S Opera Company.
Grabaciones selectas
- 1924 D'Oyly Carte – Dirigido por: Harry Norris[80]
- 1931 D'Oyly Carte – Dirigido por: Malcolm Sargent[81]
- 1950 D'Oyly Carte – Dirigido por: Isidore Godfrey[82]
- 1962 D'Oyly Carte – Orchestra of the Royal Opera, Dirigido por: Isidore Godfrey[83]
- 1963 Glyndebourne Festival Chorus, Pro Arte Orchestra, Dirigido por: Malcolm Sargent[84]
- 1967 Halas and Batchelor Films (animation; abridged) – D'Oyly Carte, Royal Philharmonic Orchestra, Dirigido por: James Walker[85]
- 1982 Brent Walker Productions (video) – Ambrosian Opera Chorus, London Symphony Orchestra, Dirigido por: Alexander Faris; Director de escena: Christopher Renshaw[86]
- 1987 New Sadler's Wells – Dirigido por: Simon Phipps[62]

## Adaptaciones
- Los Fantasmas de Ruddigore por Opera della Luna